# 蘇黎庶
蘇黎庶（16世紀—16世紀），廣東廣州府番禺縣人，明朝政治人物。

## 生平
蘇黎庶是嘉靖二十五年（1546年）丙午科廣東鄉試舉人，授永安教諭，縣內立有其事蹟碑記，四十一年（1562年）陞大田知縣，地方正值兵亂之後，他招撫安輯，賑民課士，修繕城塹，建設碉樓，政行化洽，上級奏報其賢能，四十五年（1566年）擢平樂同知。

## 引用
1. 1 2  同治《番禺縣志·卷四十·列傳九》：蘇黎庶，嘉靖二十五年舉人，知大田縣，時兵祲之後，招撫安輯，賑民課士，完城塹，創敵樓，政行化洽，部使者疏其賢，超擢廣西平樂府同知。 據《福建續通志》修
2. ↑  道光《永安縣志·卷七·秩官》：明教諭……蘇黎庶 舉人，番禺人，有碑記
3. ↑  民國《大田縣志·卷六·列傳》：蘇黎庶，番禺人，嘉靖間由舉人宰田邑，時兵祲之後，黎庶加意拊卹，緝暴賑饑，修城塹，創敵樓，豐積貯，課育多士，旌表節孝，政行化洽，部使者疏其賢，超擢廣西平樂府同知。